# Emblema nacional de Camerún
El emblema nacional de Camerún en vigor data de 1986, si bien su diseño básico es de 1960. Se trata de un escudo terciado y cortinado, con los esmaltes correspondientes a los colores de la bandera nacional: sinople, gules y oro, con la estrella de cinco puntas de oro de la bandera puesta en la cabeza. La partición central, de gules, está cargada de un mapa de Camerún de azur, sobre el cual destacan una espada de sable puesta en palo y unas balanzas de plata, símbolos de justicia.
El escudo está sujeto por dos fasces de oro pasados en aspa, que recuerdan el escudo de Francia, antigua potencia colonial, y representan la autoridad republicana. En la base, una cinta de oro en donde está inscrito el nombre oficial del estado, «República de Camerún», en versión bilingüe francés-inglés: RÉPUBLIQUE DU CAMEROUN – REPUBLIC OF CAMEROON. En su parte superior, aparece escrito el lema nacional en francés e inglés: “Paix, Travail, Patrie” “Peace, Work, Fatherland” (“Paz, Trabajo, Patria”). Cabe destacar que los textos en francés tienen un tratamiento gráfico más destacado en relación con los correspondientes en inglés.

## Escudos históricos
En 1914, el gobierno alemán decidió asignar escudos de armas a sus colonias en el extranjero, incluyendo Camerún. Las armas fueron diseñadas, pero la guerra mundial estalló antes de que se finalizara el proyecto, y las armas nunca fueron tomadas en uso. Dar a las colonias su propia insignia en tiempo de guerra podría permitirles tener un símbolo para recuperarse en caso de rebelión. Las armas propuestas para la colonia imperial de Camerún representaban la cabeza de un elefante y el águila imperial alemana en el jefe. El águila y la corona imperial en el escudo eran los mismos para todas las armas coloniales propuestas.
Tras la independencia, el 1 de enero de 1960, el nuevo estado adoptó un sello donde figuraba una cabeza de mujer rodeada por una ramita de café y cinco granos de cacao que representan los principales cultivos comerciales. Alrededor de esta imagen central están el nombre del país y el lema nacional en francés e inglés. Este emblema tuvo apenas un año de vigencia, ya que el 31 de diciembre de ese mismo año se adoptó un escudo muy parecido al actual, con los mismos colores de la bandera y el mapa del Camerún, la espada y las balanzas en la parte central, diseño que básicamente ha llegado hasta nuestros días. 
El diseño original presentaba una cinta en lo alto del escudo con el nombre oficial del estado y la fecha de la independencia, en francés: “RÉPUBLIQUE DU CAMEROUN – 01 JANVIER 1960” (“REPÚBLICA DE CAMERÚN - 1 de ENERO DE 1960 “); y en la parte de abajo otra con el lema nacional, también en francés. Además, llevaba dos estrellas de cinco puntas de azur en el jefe, una sobre la partición de sinople y otra sobre la de oro.
Cuando el 1 de octubre de 1961 el antiguo protectorado británico de Camerún se unió al nuevo estado, el texto de la inscripción se cambió por el de RÉPUBLIQUE FÉDÉRALE DU CAMEROUN (REPÚBLICA FEDERATIVA DEL CAMERÚN) y se retiró la fecha de la independencia. En 1972 la república federal se convirtió en una república unitaria, cambio que se vio reflejado en la inscripción de la parte superior, que pasaba a ser RÉPUBLIQUE UNIE DU CAMEROUN (República Unida del Camerún). En 1975 el nombre oficial volvió a ser el original, RÉPUBLIQUE DU CAMEROUN (REPÚBLICA DEL CAMERÚN), y se suprimió una de las dos estrellas de azur y sólo se conservó la de la siniestra.
En 1984 se sustituyó la estrella de azur de la siniestra por una de oro situada en la parte central, mientras que la última modificación es de 1986: los platos de las balanzas pasaron a ser de plata (antes de sable) y las inscripciones se cambiaron de lugar (el lema nacional arriba, el nombre del estado abajo) y se hicieron bilingües, incorporando los textos en inglés.

Sello del Camerún Británico (1922-1961)
Emblema del Camerún Francés (1916-1960)
Escudo de armas del Camerún Alemán, Propuesto desde 1914
Sello Nacional de Camerún (1960)
Escudo de armas de Camerún (1960-1961)
Escudo de armas de Camerún (1961-1972)
Escudo de armas de Camerún (1961-1975)
Escudo de armas de Camerún (1972-1975)
Escudo de armas de Camerún (1975-1984)
Escudo de armas de Camerún (1975-1986)
Escudo de armas de Camerún (1984-1986)